# U 264
De U 264 was een VIIC-type U-boot van de Duitse Kriegsmarine tijdens de Tweede Wereldoorlog. De commandant was kapitein-luitenant-ter-zee Hartwig Looks. De U 264 had een paar keren geluk in de strijd, maar op 19 februari 1944 was het toch gedaan met de U 264.

## Geschiedenis
Gedurende een bevoorrading op 4 oktober 1943, bij de "melkkoe" U 460 werd de onfortuinlijke U 422 mede met de U 460 zwaar bestookt door vliegtuigbommen van een Amerikaans eskader, bestaande uit twaalf vliegdekschiptoestellen van de USS Card (CVE-11), Grumman TBF Avenger torpedobommenwerpers en begeleidende Grumman F4F Wildcat jachtvliegtuigen, waarbij ze beide vernietigd werden. De U 264 lag eveneens in de buurt en werd zwaar beschadigd. Hij had vermoedelijk stookolie ingeslagen en kon echter ontsnappen en, de schade onder water beperken, zodat ze geen water meer binnen kregen.
Beschadigd voerden ze terug naar hun basis in de Golf van Biskaje aan de West-Franse kust.

## GebeurtenisU 264
De Britse zware kruiser HMS Sussex deed een code-breking en vond de blokkadebreker "Hohenfriedberg" en forceerde haar tot een vuurgevecht. Het Duitse schip vuurde terug met zijn boeg- of hekkanon, maar was zeker geen partij voor de Britse zware kruiser. De Brit schoot de "Hohenfriedberg" tot schroot. Even daarna zonk ze terwijl de U 264 naderbij kwam en zich in de strijd ging moeien. Ondanks de ongelijke bovenwaterstrijd van een kleine U-boot tegen een sterkere zware kruiser, schoot de U-boot toch met zijn dekkanon een gedurfd salvo af naar de Brit.
Commandant Looks op de U 264 vuurde nog een salvo af naar de kruiser maar die verliet met spoed het strijdperk. De kruisercommandant zou gedacht hebben dat er meerdere Duitse onderzeeboten in de buurt waren, met gevaar voor torpedering.
Kapitein-luitenant-ter-zee Hartwig Looks redde dan de bemanning van het gezonken Duitse vrachtschip en bracht hen allen behouden over naar Frankrijk op 5 maart 1943.

## Ondergang
De U 264 werd omstreeks 17:07 tot zinken gebracht op 19 februari 1944, in de Noord-Atlantische Oceaan, in positie 48° 31′ 0″ NB, 22° 5′ 0″ WL door dieptebommen van de Britse sloepen HMS Starling en HMS Woodpecker. Dit keer vielen er geen slachtoffers, zodat de 52-koppige bemanning gered werden door de Britse sloepen. De U 264 daarentegen, zonk voorgoed naar de oceaanbodem.